# Nina Agdal
Nina Agdal (26 de Março de 1992) é uma modelo dinamarquesa. Um dos seus principais trabalhos no mundo da moda foi estampando a capa da Sports Illustrated Swimsuit Issue de 2014 junto com Lily Aldrigde e Chrissy Teigan.

## Carreira
Agdal, que cresceu em Hillerød, Dinamarca, iniciou sua carreira desfilando para a Billabong, Leonisa, Banana Moon Swimwear, Macy's, Frederick's of Hollywood, e Victoria's Secret. Em 2012, ela fez sua primeira aparição na Sports Illustrated Swimsuit Issue e foi subsequentemente nomeada the issue's "Revelação do ano."  Em 2014, esteve entre na capa da edição do 50 º aniversário da Sports Illustrated Swimsuit Issue com Chrissy Tiegen e Lily Aldridge.
Agdal esteve também num comercial de televisão de 2013 do Super Bowl para Carl's Jr./Hardee's, seguindo os passos de Kim Kardashian, Padma Lakshmi, Paris Hilton e acompanhando a modelo da Sports Illustrated Swimsuit Issue Kate Upton. O anúncio do Super Bowl foi destaque no filme de 2013Don Jon.

## Vida pessoal
Nina Agdal estava em um relacionamento com Max George de The Wanted desde Outubro de 2013 até Fevereiro de 2014.
Também teve um relacionamento que durou um ano e dois meses com o ator Leonardo DiCaprio, de Maio de 2016 até Julho de 2017.